# 加勒比蛇鯔
加勒比蛇鯔，為輻鰭魚綱仙女魚目合齒魚亞目合齒魚科的其中一種，分布於西大西洋區，從美國佛羅里達州東北部至圭亞那海域，棲息深度6-460公尺，體長可達18公分，為底棲性魚類，屬肉食性，生活習性不明。